# مزیمبا
مزیمبا (به لاتین: Mzimba) یک شهر در مالاوی است که در منطقه شمالی مالاوی واقع شده‌است.

## خصوصیات
مزیمبا ۲۶٬۲۲۴ نفر جمعیت دارد.